# Carolina López Moreno
Carolina López Moreno (* 1991 in Nürtingen) ist eine in Deutschland aufgewachsene Opernsängerin (Sopran) bolivianisch-albanischer Abstammung.

## Biografie
Carolina López Moreno erhielt seit dem Alter von zwölf Jahren Gesangsunterricht und nahm 2008 zusammen mit ihrer jüngeren Schwester Amanda an der zweiten Staffel von Das Supertalent teil. Seit 2009 war sie mehrmals bei „Jugend musiziert“ erfolgreich. Von 2011 bis 2012 studierte sie an der Münchner Theaterakademie August Everding Musical und seit 2013 an der Hochschule für Musik und Darstellende Kunst Stuttgart bei Francisco Araiza und Ulrike Sonntag klassischen Gesang. 2017 erlangte sie dort ihren Bachelorabschluss mit Auszeichnung und setzte ihre Studien in der Opernschule fort.
Während ihres Masterstudiums wechselte sie an die Manhattan School of Music. Dort sammelte sie unter anderem in der Rolle der Mariuccia in Nino Rotas I due timidi Bühnenerfahrung. Seit 2020 arbeitet sie mit der italienischen Sängerin und Gesangspädagogin Donata d’Annunzio Lombardi. 2021 debütierte sie als Liù (Turandot) bei Oper im Steinbruch St. Margarethen, als Nedda (Pagliacci) beim Tagliacozzo Festival und als Leonora (Il trovatore) am Teatro Verdi in Pisa. 2022 stellte sie die Antonia (Hoffmanns Erzählungen) an der Oper von Las Palmas dar und wirkte im Festspielhaus Baden-Baden an der erstmaligen Aufführung der Ursprungsfassung von Cavalleria rusticana unter der Leitung von Thomas Hengelbrock mit. Hierbei sang sie die in dieser Fassung für eine Sopranstimme ausgelegte Rolle der Santuzza und fand damit Beachtung bei Rezensenten.
2023 gab sie an der Opéra Royal de Wallonie in Liège ihr Haus- und Rollendebüt in der Titelrolle von Francesco Cileas Adriana Lecouvreur und erweiterte ihr Repertoire als Puccini-Interpretin um Mimì in La Bohème am Teatro San Carlo in Neapel, um Cio-Cio-San in Madama Butterfly beim Festival Puccini in Torre del Lago und um Magda de Civry in La rondine am Teatro Regio di Torino. Ihre Rollendebüts 2024 waren in Liège Alice Ford in Verdis Falstaff und in Florenz Violetta Valéry in La traviata.

## Preise und Auszeichnungen
- Preis der Gerda Lissner-Stiftung 2019
- Grand Award ex aequo der Manhattan International Music Competition 2019[17]
- Goldmedaille des International Collegiate Singing Championship 2019
- Erster Preis des Internationalen Musikwettbewerbs Berlin 2019
- Publikumspreis beim Internationalen Wettbewerb „Die Meistersinger von Nürnberg“ 2022[18]
- Erster Preis beim Internationalen Musikfestival „Marie Kraja“ 2022 am Theater der Oper und des Balletts Tirana[19]
- Premio Michelangelo Cupisti, Torre del Lago 2023[20]

## Diskografie
- Il bel sogno: Arien von Charpentier, Puccini, Verdi, Gounod, Mozart, Britten, Previn, Lehár, Stolz. Mit Doriana Tchakarova, Klavier. Ars Produktion, Februar 2018.
- Pietro Mascagni: Cavalleria Rusticana (Originalfassung). Mit Carolina López Moreno als Santuzza, Balthasar Neumann Chor und Orchester unter Thomas Hengelbrock. Prospero, Nov. 2023